# Prix Joan-Bodon
Le prix Joan-Bodon, créé en 1986, était un prix littéraire généralement attribué à l'auteur d'une œuvre en occitan éditée depuis moins de deux ans. Le prix pouvait également être décerné à un écrivain, un créateur ou un acteur de la culture occitane pour récompenser l'ensemble de son œuvre ou de son action. Le prix était doté de 1 600 euros. Le prix était attribué dans le cadre des Journées Internationales de Poésie qui se tenaient dans la ville occitane de Rodez. Il était au début annuel et en 1999 il est devenu  bisannuel. Il a été concédé pour la dernière fois en 2007. Le prix était destiné à rendre hommage à l'écrivain Joan Bodon, un des meilleurs auteurs occitans du XXe siècle.

## Liste des lauréats
- 2007 : Jean-Frédéric Brun, Luònh
- 2005 : Bernat Lesfargas (pour son œuvre et son action).
- 2003 : Philippe Gardy, La dicha de la figuiera
- 1999 : Adeline Yzac, L'enfància d'en fàcia
- 1998 : Sèrgi Javaloyès, L'Òra de Partir
- 1997 : Éric Gonzalès, L'òrra istuèra d'un hilh de Gelòs
- 1996 : Pierre Pessemesse
- 1995 : Claude Barsotti, Un papièr sensa importància
- 1994 : Jean Ganiayre, Dau vent dins las plumas
- 1993 : Ferran Delèris, L'aucon
- 1992 : Florian Vernet, Miraus escurs
- 1990 : Georges Gros, Ieu, Bancel, Oficièr D'Empèri
- 1989 : Joan Claudi Sèrras, Enlòc
- 1988 : R. Roche, Sensa-nom, La romèca, Lo babau e la television
- 1986 : Jòrdi Blanc, Jaurès e Occitània